# Antti Tuomainen
Antti Tuomainen (Helsinki, 1971) è uno scrittore finlandese.
È autore di romanzi umoristici e polizieschi, pubblicati in oltre venticinque paesi. 

## Biografia
Dopo aver condotto studi in filologia inglese e filosofia, iniziò a lavorare come copywriter presso l'agenzia pubblicitaria Bob the Robot di Helsinki e, al contempo, a comporre poesie.
Nel 2006 diede alle stampe il primo romanzo Tappaja, tivaiakäsen, un poliziesco grazie al quale rivelò al pubblico il proprio stile umoristico.
Ha lavorato successivamente anche come giornalista freelance, editorialista, sceneggiatore cinematografico e televisivo.  
Tra il 2009 e il 2023 ha complessivamente scritto altri undici romanzi, di cui quattro tradotti in italiano: Il guaritore, edito da Einaudi nel 2012, Il fattore coniglio, Il paradosso dell'alce e La teoria del castoro, pubblicati dalla casa editrice Mondadori tra il 2023 e il 2025.  
In particolar modo Mies joka kuoli, tradotto in inglese con il titolo The Man Who Died, e Palm Beach Finland divennero bestseller internazionali. 
Nel 2017, dopo la pubblicazione di Palm Beach Finland, il quotidiano The Times definì Antti Tuomainen come "lo scrittore più divertente d'Europa".
Antti Tuomainen è anche socio fondatore della casa editrice finlandese Crime Time.

## Premi
- Petrona Award come miglior romanzo scandinavo dell'anno, nel 2020.

## Opere
- Tappaja, toivoakseni, (Myllylahti, 2006).
- Veljeni vartija, (Myllylahti, 2009).
- Parantaja, (Helsinki-kirjat, 2010).
- Synkkä niin kuin sydämeni, (Like, 2013).
- Kaivos, (Like, 2015).
- Mies joka kuoli, (Like, 2016).
- Palm Beach Finland, (Like, 2017).
- Pikku Siperia, (Like, 2018).
- Jäniskerroin, (Otava, 2020).
- Hirvikaava, (Otava, 2021).
- Majavateoria, (Otava, 2022).
- Palavat kivet, (Otava, 2023).
- Tapahtuu huomenna, (Kirjakauppaliitto, 2023).

### Edizioni in lingua italiana
- Il guaritore, (Einaudi, 2012), traduzione di Parantaja.
- Il fattore coniglio, (Mondadori, 2023), traduzione di Jäniskerroin.
- Il paradosso dell'alce, (Mondadori, 2024), traduzione di Hirvikaava.
- La teoria del castoro, (Mondadori, 2025), traduzione di Majavateoria a cura di Nicola Rainò, ISBN 9788804760573.